# Llei de Hack
La llei de Hack és una relació empírica entre la longitud d'un flux d'aigua i l'àrea de las sevas conca. Si L és la longitud del flux més llarg d'una conca i A és l'àrea de la conca, llavors la llei de Hack es pot escriure com
{\displaystyle L=CA^{h}\ }
per a alguna constant C, on l'exponent h és lleugerament inferior a 0,6 a la majoria de les conques. h varia lleugerament entre regions i disminueix lleugerament per a conques més grans (> 20.720 km²). A més de les zones de captació, es va observar la llei de Hack en superfícies a petita escala no modificades quan la morfologia es va mesurar a alta resolució (Cheraghi et al., 2018).
La llei rep el nom del geomorfòleg estatunidenc John Tilton Hack.